# コリントの遊女ライス
『コリントの遊女ライス』（コリントのゆうじょライス、英: Lais of Corinth）は、ルネサンス期のドイツの画家ハンス・ホルバイン作の人物画である。スイスのバーゼル市立美術館所蔵。
この作品は顧客に高額な支払いを求めたことで知られる有名な古代ギリシアの高級娼婦（ヘタイラ）コリントのライスを描いたとされる。ライスを描いたものとしたことについては、彼女が当時の偉大な画家であったアペレスの恋人であったことを踏まえているという指摘もある。ホルバイン自身、当時の人文主義者の仲間内では「アペレス」と称されていた。この作品のモデルの女性は、ホルバインの別の作品『ダルムシュタットの聖母』(個人蔵) や、『ヴィーナスとキューピッド』 (バーゼル市立美術館) のモデルでもあったマグダレーナ・オッフェンブルク (Magdalena Offenburg) だったことが判明しており、彼女はホルバインの愛人であった可能性がある。

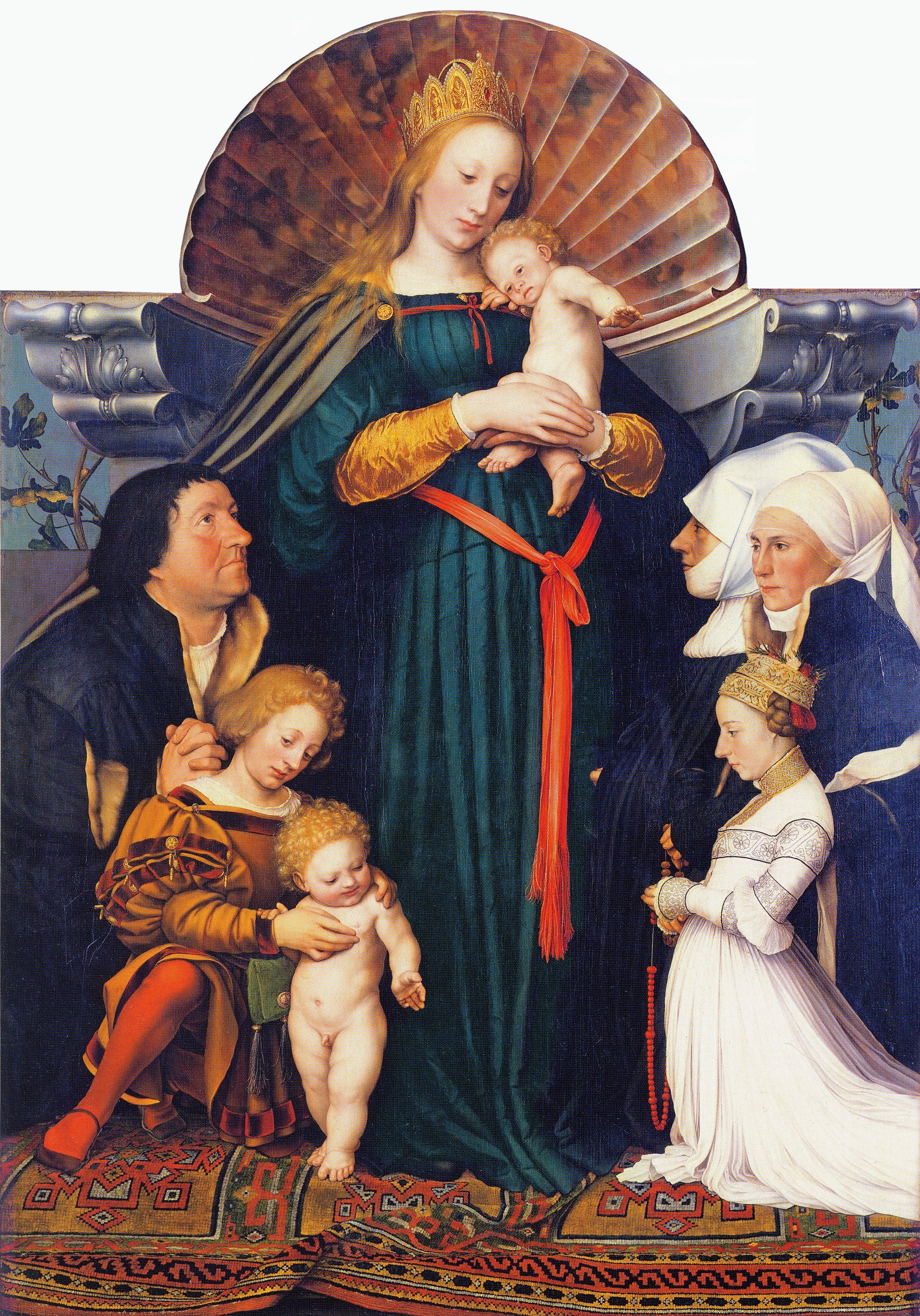
『ダルムシュタットの聖母』、個人蔵

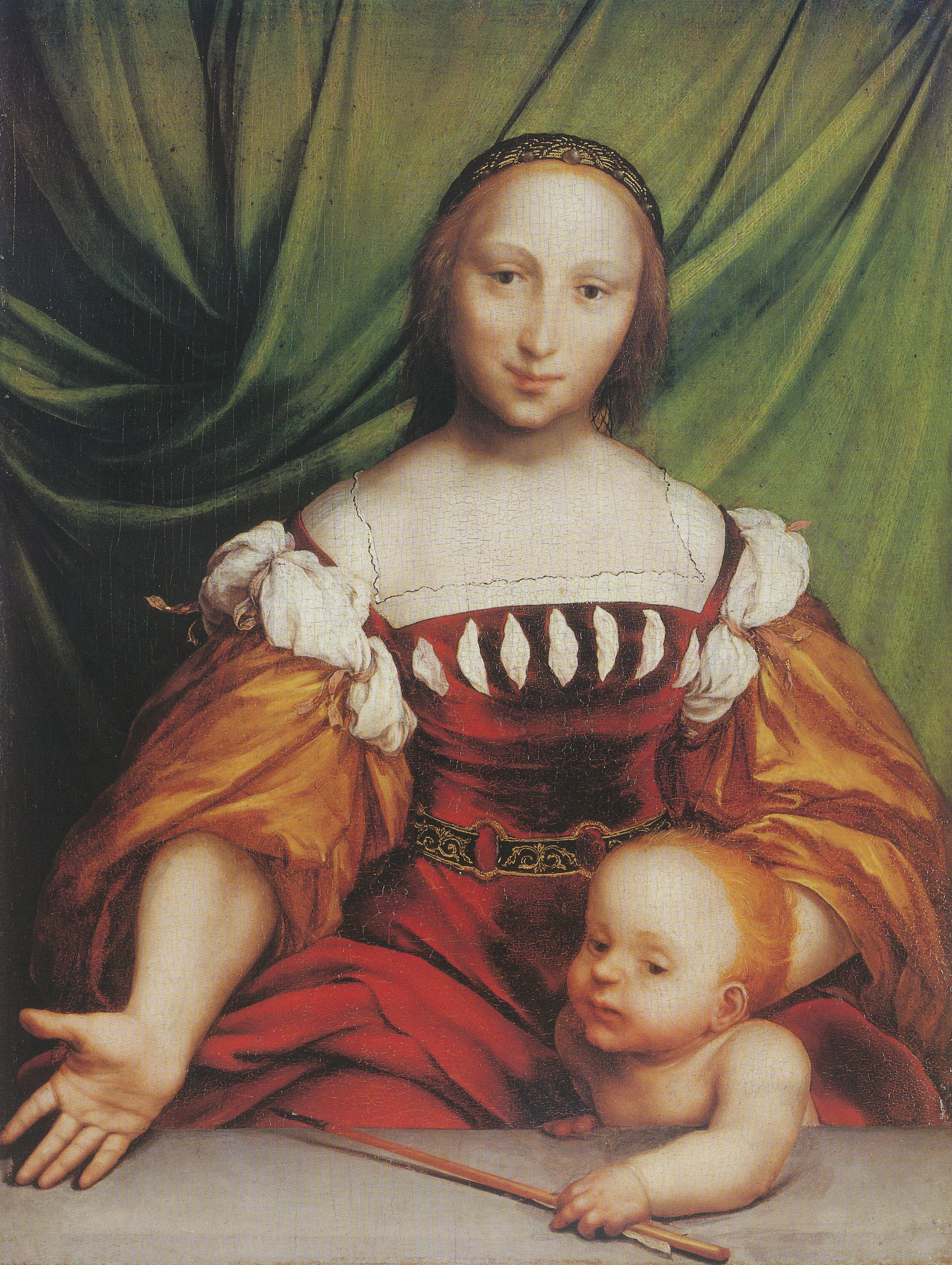
『ヴィーナスとキューピッド』 (Venus and Amor)、1524年。

ホルバインの『ライス』は、『ヴィーナスとキューピッド 』の1年ないし2年後に描かれており、結果的に連作のような形になっているが、ホルバインは当初から2枚目を描くつもりだったとは考えられていない。一部の論者は、モデルの女性をヘタイラ、あるいは、クルチザンヌとして描くことに、画家とこの女性の関係についての何らかのメッセージが隠されていると考えている。
しかし、美術史家のピーター・クラウセン (Peter Claussen) は、このような発想を「まったくのナンセンス」だと断じている。『ヴィーナスとキューピッド 』と『ライス』は、いずれも同じ色合いを用いて、同じ衣装や背景の幕を描いている。ホルバインは、おそらくはイタリアを訪問した際に見聞した、レオナルド・ダ・ヴィンチやロンバルディアの壁画家たちのスタイルを用いている。ホルバインは、レオナルドのスフマート（「煙のような」の意）の技法を用い、肌の色合いを調整しており、また、描かれた人物の手前に（金貨と思しきものが載った）手すり壁のようなものを描きこむことで、鑑賞者との間に距離を置かせている。